# Floréal

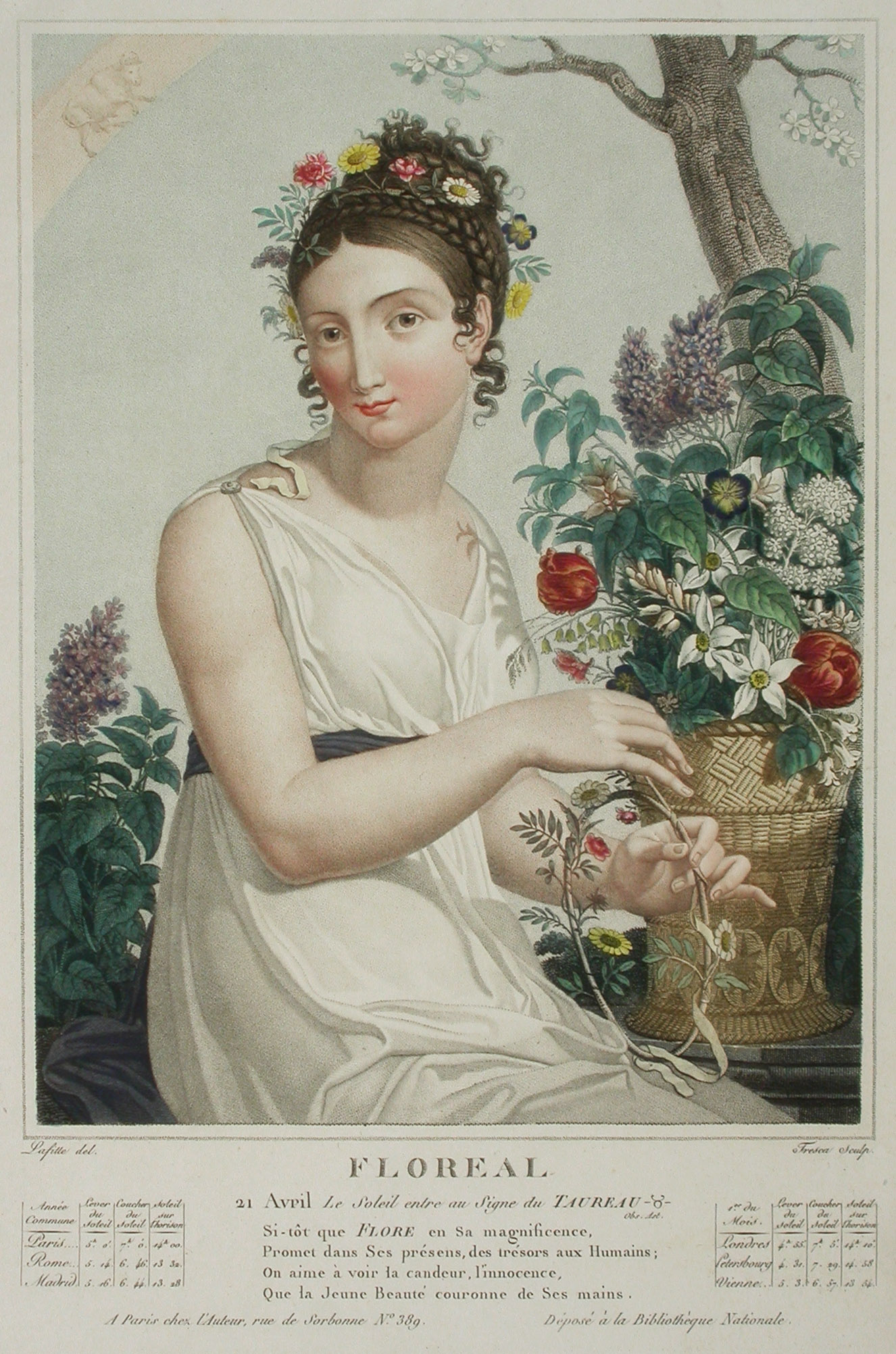
Alegoria Floréala

Floréal (z łac. floreus = 'kwiecisty') – ósmy miesiąc we francuskim kalendarzu rewolucyjnym, drugi miesiąc wiosny. Trwał od 20 kwietnia do 19 maja.
Po floréalu następował miesiąc prairial.